# 1003 Lilofee
1003 Lilofee là một tiểu hành tinh vành đai chính. Nó được phát hiện bởi Karl Wilhelm Reinmuth ngày 13 tháng 9 năm 1923. Tên ban đầu của nó là 1923 OK. Nó được đặt theo tên a fictional character from a German folksong.